# День труда (фильм)
«День труда́» (англ. Labor Day) — американский фильм-драма 2013 года режиссёра Джейсона Райтмана. Сценарий фильма создан на основе одноимённого романа американской писательницы Джойс Мейнард. В главных ролях — Кейт Уинслет, Джош Бролин и Гэттлин Гриффит.

## Сюжет
Основное действие фильма происходит в 1987 году в Нью-Гэмпшире. Адель Уилер (Кейт Уинслет), депрессивная мать-одиночка, живёт в отдельно стоящем загородном доме вместе со своим 13-летним сыном Генри (Гэттлин Гриффит). Фильм начинается с того, как они едут на старенькой машине в местный супермаркет за покупками. В магазине Генри отделяется от матери, чтобы посмотреть журналы. Там он сталкивается с Фрэнком Чемберсом (Джош Бролин), который спрашивает, не могут ли они ему помочь. Несмотря на то, что Генри и Адель видят, что у него кровоточащая рана, они соглашаются взять его в машину. На вопрос, куда его везти, Фрэнк отвечает, что они должны доставить его к себе домой.
Через некоторое время выясняется, что Фрэнк — заключённый, сбежавший из госпиталя, где ему делали операцию по поводу аппендицита. При побеге он спрыгнул со второго этажа и повредил себе ногу. Его поисками занимается местная полиция, а по телевидению передают информацию о его побеге. По ходу фильма появляются короткие эпизоды из прошлого, из которых можно понять, что Фрэнк (роль которого в молодости исполняет Том Липински), вернувшись домой с войны во Вьетнаме, женился на своей подруге Мэнди (Майка Монро), а через некоторое время у них родился ребёнок. Через год во время бурного обсуждения Мэнди призналась Фрэнку, что он не является отцом ребёнка. Расстроенный Фрэнк оттолкнул её, в результате чего она упала с лестницы и ударилась головой, разбившись насмерть, а пока Фрэнк пытался оказать ей помощь, ребёнок утонул в ванной. Таким образом, Фрэнк был осуждён за убийство своей жены и попал в тюрьму.
Находясь дома у Адель, Фрэнк помогает по хозяйству и готовит еду — чили, а затем пирог из персиков. Постепенно Адель и Фрэнк влюбляются друг в друга. Поскольку местная полиция продолжает поиски Фрэнка, они планируют уехать в Канаду. В начале сентября, в День труда, они начинают паковать вещи и готовиться к отъезду. Генри хочет попрощаться со своей школьной подругой Элинор (Бригид Флеминг), но во время разговора ей удаётся выведать у него об истории Фрэнка. Утром того дня, когда они собираются уезжать, Генри относит письмо для своего отца Джеральда (Кларк Грегг), у которого теперь новая семья. На обратном пути Генри подвозит на машине полицейский (Джеймс Ван Дер Бик), который начинает что-то подозревать, когда он видит, что Адель складывает вещи в машину. Перед отъездом Адель с Генри идут в банк, чтобы снять все деньги со счёта. В это время к ним домой заглядывает соседка Эвелин (Брук Смит), которая видит Фрэнка и начинает расспрашивать, кто он такой. После возвращения Адель и Генри слышны звуки полицейских сирен. Фрэнк успевает связать Адель и Генри, чтобы их не обвинили в помощи беглому заключённому, после чего сдаётся полиции.
Проходят годы. Генри (во взрослом возрасте его роль исполняет Тоби Магуайр) становится известным пекарем. Фрэнку, тюремный срок которого подошёл к концу, на глаза попадается журнал со статьёй о Генри. Он пишет Генри письмо, спрашивая о том, что сталось с его матерью. Генри отвечает, что Адель всё ещё живёт одна. После освобождения из тюрьмы Фрэнк направляется к ней.

## В ролях
| Актёр               | Роль                                    |
| ------------------- | --------------------------------------- |
| Кейт Уинслет        | Адель Уилер                             |
| Джош Бролин         | Фрэнк Чемберс                           |
| Гэттлин Гриффит     | Генри Уилер — сын Адель                 |
| Кларк Грегг         | Джеральд — бывший муж Адель, отец Генри |
| Брук Смит           | Эвелин — соседка                        |
| Джеймс Ван Дер Бик  | Тредуэлл — полицейский                  |
| Бригид Флеминг      | Элинор — школьная подруга Генри         |
| Джонатан К. Симмонс | мистер Джервис — сосед                  |
| Алекси Гилмор       | Марджори — новая жена Джеральда         |
| Том Липински        | Фрэнк Чемберс в молодости               |
| Майка Монро         | Мэнди — жена Фрэнка                     |
| Тоби Магуайр        | Генри Уилер в зрелом возрасте           |
| Дилан Миннетт       | Генри Уилер в 16-летнем возрасте        |
| Лукас Хеджес        | Ричард                                  |
| Елена Кампурис      | молодая Рэйчел Макканн                  |

## Прокат
Мировая премьера фильма «День труда» состоялась 29 августа 2013 года на кинофестивале в Теллурайде (штат Колорадо, США).
7 сентября 2013 года фильм был показан на Международном кинофестивале в Торонто (Канада).
Фильм был выпущен в ограниченный прокат в США 27 декабря 2013 года (на одну неделю), а в широкий прокат — 31 января 2014 года.

## Критика
Фильм получил смешанные отзывы критиков. На Metacritic он имеет рейтинг 52 % на основании 43 рецензий. На сайте Rotten Tomatoes его рейтинг ниже, и он составляет 34 % на основе 184 рецензий, со средним баллом 5,2 из 10.
Кинокритик Рекс Рид (Rex Reed) писал в газете The New York Observer:
«День труда» — это его [Джейсона Райтмана] первая полноценная попытка разгадать хрупкие последствия чуждой условностям любви, и это самое главное. В результате мы вынуждены одновременно следить за развитием по разным направлениям: мальчик радостно наблюдает за чувственным возрождением своей матери, но должен признать ослабление своей роли в её жизни, в то же время борясь со своей собственной растущей сексуальностью; его мать стоит перед лицом неотвратимого разделения, которое сопряжено с любовью к осуждённому преступнику; а мужчина учится преодолевать ошибки прошлого, мешающие ему и тяготящие его, и постепенно проявлять бо́льшую глубину его скрытой чувственности.      
Оригинальный текст (англ.)Labor Day is his first full-blown attempt to tackle the tender consequences of unconventional love, and it’s the real deal. The results force us to grapple with different dynamics simultaneously: The boy watches his mother’s sensual rebirth with joy but is forced to rethink his weakened role in her life while struggling with his own blooming sexuality; the mother faces the inevitable separation that love with a convicted felon will bring; and the man learns to rise above his tense, obstructive past mistakes and slowly reveal deeper dimensions of his hidden vulnerability.

## Награды и номинации
- 2014 — номинация на премию «Золотой глобус» за лучшую женскую роль в драме (Кейт Уинслет)[9]